# Berteaucourt-les-Dames
Berteaucourt-les-Dames is een gemeente in het Franse departement Somme (regio Hauts-de-France) en telt 1150 inwoners (2005). De plaats maakt deel uit van het arrondissement Amiens.

## Geografie
De oppervlakte van Berteaucourt-les-Dames bedraagt 4,6 km², de bevolkingsdichtheid is 250,0 inwoners per km².
De onderstaande kaart toont de ligging van Berteaucourt-les-Dames met de belangrijkste infrastructuur en aangrenzende gemeenten.

## Demografie
Onderstaande figuur toont het verloop van het inwonertal (bron: INSEE-tellingen).